# SikTh
SikTh ist eine Band aus Hertfordshire/England, die sich im Januar 2000 gegründet hatte. Meist werden SikTh dem Progressive Metal und Mathcore zugeordnet. Die Band war zuletzt beim Indie-Label Bieler Bros. Records unter Vertrag.

## Bandgeschichte
Die Band wurde im Januar 2000 gegründet. Das Line-Up festigte sich aber erst im März 2001, bestehend aus den Sängern Mikee Goodman und Justin Hill, so wie den Gitarristen Dan Weller und Graham Pinney, Bassist James Leach und Schlagzeuger Dan Foord. Es folgte ein Jahr später die erste EP Let the Transmitting Begin, welche sowohl als normale, als auch als limitierte Version beim BBC Radio 1 erhältlich war. Die Band unterzeichnete noch im selben Jahr einen Plattenvertrag bei Gut Records, über das sie ihre zweite EP How May I Help You? veröffentlichten.
Am 18. August 2003 erschien das Debütalbum The Trees Are Dead & Dried Out Wait for Something Wild ebenfalls unter Gut Records. Es folgte die Teilnahme beim Download-Festival 2003. Anschließend tourte die Band als Support von Anthrax und Killswitch Engage durch Japan, wo sie kurz darauf beim Fuji Rock Festival spielten.
Nach einem Wechsel zu Bieler Bros. Records erschien das zweite Album Death of a Dead Day der Band. Anschließend folgte eine weitere Teilnahme beim Download-Festival 2006, gefolgt von der Veröffentlichung einer weiteren, auf 1500 Stück limitierten EP unter dem Namen Flogging the Horses, auf der sich die Songs von Death of a Dead Day und einer neuen Version des Songs Where Do We Fall? befanden.
Im Mai 2007 gab die Band bekannt, dass die Sänger Mikee Goodman und Justin Hill die Band nach der bevorstehenden The Black Summer Starts Here-Tour verlassen werden. Da vorerst kein Ersatz gefunden werden konnte, löste sich die Band im Mai 2008 auf. Im Dezember 2013 gab die Band bekannt, dass sie ein Reunion-Konzert beim Download-Festival 2014 und als Headliner beim Euroblast 2014 in Köln spielen werden. Im Dezember 2015 erschien die EP Opacities in Originalbesetzung. Im Juni 2016 gab die Band den Austritt des Sängers Justin Hill bekannt, der durch Joe Rosser ersetzt wurde.
Anfang Juni 2017 erschien nach drei Vorabsingles mit The Future in Whose Eyes? ein neues Studioalbum der Band. Das dritte Album der Band bekam überwiegend positive Rezensionen. Die Band spielte auf dem Brutal Assault Festival in Tschechien und wurde als Headliner für das in Haarlem stattfindende Complexity Fest bestätigt.

## Stil
Die Musikrichtung von SikTh ist sehr eigen, technisch und vereint mehrere Genres wie Hardcore, Jazz, Metal und Rock.
Die Band arbeitet mit zwei Sängern, die mit ihren Growls, Screams und Gesang die Lieder begleiten. Die Stimme von Goodman wird oft als aggressives und hysterisches Screaming eingesetzt. Hill ist dagegen an seinem wilden und dynamischen Gesang zu erkennen. Die Stimmen variieren oft zwischen einer tiefen und sehr hohen Stimmlage. Dan Weller nennt Bands wie Metallica, Pantera, Extreme, Sepultura, Botch und Meshuggah als größte Einflüsse der Band.

## Diskografie

### Alben
- 2003: The Trees Are Dead & Dried Out … Wait for Something Wild
- 2006: Death of a Dead Day
- 2017: The Future in Whose Eyes?

### Singles
- 2003: Scent of the Obscene
- 2003: Peep Show
- 2017: No Wishbones
- 2017: Vivid
- 2017: Golden Cufflinks
- 2017: Cracks of Light (featuring Spencer Sotelo von Periphery)

### Demos und EPs
- 2000: Pussyfoot/Suffice (Demo)
- 2001: Hold My Finger/Such the Fool (Demo)
- 2002: Let the Transmitting Begin (EP)
- 2002: How May I Help You? (EP)
- 2003: Pussyfoot (Demo)
- 2006: Flogging the Horses (EP, limitiert auf 1500 Stück)
- 2015: Opacities (EP)